# Mark Pellegrino
Mark Ross Pellegrino (sinh ngày 9 tháng 4 năm 1965) là một diễn viên điện ảnh và truyền hình người Mỹ, nổi tiếng với các vai diễn Lucifer trong Supernatural, Paul Bennett trong Dexter, Jacob trong Lost và vai Giám mục trong Being Human. Anh cũng góp mặt trong bộ phim kinh dị của đài ABC, Quantico với vai Phó Giám đốc FBI Clayton Haas.

## Đời tư
Pellegrino sinh ra ở Los Angeles, California. Anh cho rằng mình là người theo chủ nghĩa tự do. Mặc dù xem mô tả này là gần nhất với quan điểm chính trị của mình, anh coi chủ nghĩa tự do là một hệ tư tưởng chính trị vô chính phủ và đã tự xa cách với hệ tư tưởng này, tự mô tả mình là một người theo Chủ nghĩa khách quan, thừa nhận vị trí của chính phủ trong xã hội. Khi mô tả quan điểm chính trị của mình, anh gọi nó là chủ nghĩa tự do cổ điển đồng thời tự nhận là một nhà tư bản cấp tiến. Pellegrino kết hôn với Tracy Aziz và là cha dượng của cô con gái Tess và con trai Misha.
Pellegrino là một người vô thần.